# Нікіта Пабло
Нікіта Пабло (англ. Nikita Pablo, 8 січня 1995) — австралійська синхронна плавчиня. Учасниця Олімпійських ігор 2016, де в змаганнях дуетів разом з Роуз Стекпоул посіла 24-те (останнє) місце.